# M.G. Ramachandran
Maruthur Gopalan Ramachandran (født 17. januar 1917, død 24. december 1987), bedre kendt som M.G.R., var en indisk filmskuespiller og politiker, der tjente som chefminister (regeringschef) i delstaten Tamil Nadu i ti år mellem 1977 og 1987. Han var også en filantrop og et humanitært ikon. I 1988 blev M.G.R. posthumt tildelt Indiens højeste civile orden, Bharat Ratna.
I sin ungdom var M.G.R. og hans storebror M.G. Chakrapani medlemmer af en dramatrup for at forsørge deres familie. Under indflydelse af gandhiske idealer sluttede M.G.R. sig til den indiske nationale kongres. Efter et par års skuespil, fik han sin filmdebut i 1936 i filmen Sathi Leelavathi i en birolle. I slutningen af 1940'erne erobrede han hovedroller og dominerede i de næste tre årtier den tamilske filmindustri.
M.G.R. blev medlem af Dravida Munnetra Kazhagam (DMK-partiet) ledet af C.N. Annadurai og steg hurtigt i graderne ved at bruge sin enorme popularitet som filmstjerne til at opbygge en stor politisk base. I 1972, tre år efter Annadurais død, forlod han DMK, efterfølgende ledet af M. Karunanidhi, M.G.R.s tidligere ven og nu rival, for at danne sit eget parti - All India Anna Dravida Munnetra Kazhagam (AIADMK). Fem år senere styrede M.G.R. en AIADMK-ledet alliance til sejr i valget i 1977 og dirigerede DMK i processen. Han blev chefminister for delstaten Tamil Nadu og dermed den første filmskuespiller, der blev chefminister i Indien. Bortset fra et seks måneders interregnum i 1980, da hans regering blev væltet af union-regeringen, forblev han som chefminister indtil sin død i 1987 og førte AIADMK til yderligere to valgsejre i 1980 og 1984. 
I oktober 1984 blev M.G.R. diagnosticeret med nyresvigt som følge af diabetes. Han døde den 24. december 1987 i sin bopæl i Ramavaram Gardens i Manapakkam efter sin langvarige sygdom. M.G.R. betragtes som et kulturelt ikon i Tamil Nadu og betragtes som en af de mest indflydelsesrige skuespillere i den tamilsk filmindustri. Hans selvbiografi Naan Yaen Piranthaen (Hvorfor blev jeg født) blev offentliggjort i 2003.

## Tidligt liv og baggrund
Maruthur Gopalan Ramachandran blev født i Kandy, Sri Lanka, i en malayalam-talende Nair-familie til Melakkath Gopalan Menon og Maruthur Satyabhama fra Palakkad, i nutidens delstat Kerala. Faderen døde, da M.G.R. bare var to og et halvt år gammel. Lige efter hans fars død døde også hans søster på grund af dårligt helbred. Hans mor måtte kæmpe alene for at opfostre M.G.R. og hans bror. Hun tog beslutningen om at vende tilbage til Indien og tog tilbage til Kerala, hvor hun ikke fik støtte fra sine slægtninge. Med støtte fra Velu Nair fra Kumbakonam fandt Satyabhama beskæftigelse som huspige og fik begge sine sønner i skole med sin dårlige indtjening.
Det var i skolen, at M.G.R. startede sin skuespilkarriere og sluttede sig til Boys Company-dramatruppen, der deltog i strenge træningsprogrammer, der blev gennemført af truppen inden for områderne sang, dans, sværdkamp, diktion og hukommelse med aktiv interesse og involvering.
De udfordringer, han stod over for i sit tidlige liv og barndom, spillede en vigtig rolle i udformningen af hans karakter og politiske karriere. Efter et kortvarigt ophold med skuespil i udlandet med hjælp fra Kandasamy Mudaliar fra Madras, hvor han spillede kvindelige roller, vendte han tilbage til Indien og sluttede sig igen til Boys Company og begyndte at spille hovedroller for første gang.
I sine tidlige dage var M.G.R. en troende hindu og tilhænger af guden Murugan og hans mors yndlingsgud, Guruvayurappan. Efter at have tilsluttet sig DMK blev han rationalist.
M.G.R.s første ægteskab var med Chitarikulam Bargavi, også kendt som Thangamani, der døde tidligt på grund af sygdom. Han giftede sig senere for anden gang med Satyanandavati, som også døde kort efter ægteskabet på grund af tuberkulose. Senere giftede M.G.R. sig for tredje gang, denne gang med V.N. Janaki, en tidligere tamilsk filmskuespillerinde, der engang var hans førende dame og en fremtidig chefminister for Tamil Nadu. Janaki skiltes fra sin mand, Ganapathy, for at gifte sig med M.G.R.

## Skuespilkarriere
Ramachandran debuterede i 1936 i filmen Sathi Leelavathi,  instrueret af Ellis R. Dungan, en amerikansk-født filminstruktør. Hovedsageligt medvirkede i romantik eller actionfilm, fik M.G.R. sit gennembrud i 1950 i filmen Manthiri Kumari, skrevet af M. Karunanidhi. Inden længe steg han i popularitet med filmen Malaikkallan fra 1954. Han havde hovedrollen i Alibabavum 40 Thirudargalum (Alibaba og de fyrretyve tyve) fra 1955, den tamilske filmindustris første spillefilm i Gevacolor. Han blev en hjerteknuser for millioner af tamiler med film som Thirudadhe, Enga Veettu Pillai, Aayirathil Oruvan, Anbe Vaa, Mahadevi, Panam Padaithavan, Ulagam Sutrum Vaalibhan osv. Han vandt National Film Award for bedste skuespiller for filmen Rickshawkaran i 1972. Han medvirkede i mange film, der direkte appellerede til den almindelige såvel som den riges følelser.
Hans storfilm Ulagam Sutrum Vaalibhan fra 1973 brød de tidligere billetindtægter fra hans tidligere film. Det var en af de få film, der blev filmet i udlandet i den tid. Den blev filmet i Singapore, Malaysia, Thailand, Hong Kong og Japan. Hans skuespilkarriere sluttede i 1987 med hans sidste film Ullagam Suthi Paru, hvor han medvirkede, selvom han var blevet diagnosticeret med nyresvigt. Ramachandran selv har sagt, at der ikke er tale om 'pensionering' for nogen, der er tilknyttet filmindustrien.

### Mentor
Kali N. Rathnam, en pioner inden for tamilsk teater, og K.P. Kesavan var mentorer for Ramachandran i hans skuespilkarriere.

## Politiske karriere
M.G.R. var medlem af Kongrespartiet indtil 1953, og han plejede at bære khadi. I 1953 sluttede M.G.R. sig til Dravida Munnetra Kazhagam (DMK), Det Dravidiske Progressive Forbund, tiltrukket af grundlæggeren C.N. Annadurai. Han blev en fortaler for tamilsk og dravidisk nationalisme og fremtrædende medlem af DMK. Han tilføjede glamour til den dravidiske bevægelse, der trivedes i Tamil Nadu. M.G.R. blev medlem af statens lovgivende råd i 1962. I en alder af 50 blev han først valgt til den lovgivende forsamling i Tamil Nadu i 1967. Efter dødsfaldet af hans mentor, Annadurai, blev M.G.R. økonomichef for DMK i 1969, efter at Muthuvel Karunanidhi blev chefminister. 

### Mordforsøg i 1968
Skuespilleren og politikeren M.R. Radha og M.G.R. havde arbejdet sammen i 25 film. Den 12. januar 1967 besøgte Radha og en producent M.G.R. for at tale om et fremtidigt filmprojekt. Under samtalen rejste M.R. Radha sig op og skød M.G.R. to gange i venstre øre og forsøgte derefter at skyde sig selv.
Efter operationen havde M.G.R.s stemme ændret sig. Eftersom han var blevet skudt i sit øre, mistede M.G.R. hørelsen i det venstre øre og havde problemer med ringen i øret. Disse problemer dukkede yderligere op i 1983, da han havde nyreproblemer. Da Sinnappa Devar aflagde sit første besøg for at se M.G.R. på hospitalet efter skudepisoden, betalte han M.G.R. et forskud på M.G.R.s næste film. Efter at blive udskrevet fra hospitalet og have færdiggjort Arasakattalai, medvirkede M.G.R. i Devars film Vivasaayee mod lægernes råd. På grund af operationen blev M.G.R.s talende dele i filmen Kaavalkaaran reduceret. Dette var den eneste film, hvor M.G.R. talte med sin gamle og nye stemmer mellem scenerne: M.G.R. spillede i filmen Kaavalkaran i 1967 over for J. Jayalalithaa, da optagelsen fandt sted. 
Petralthaan Pillaya var den sidste film med M.G.R. og M.R. Radha sammen. Optagelserne sluttede kun få dage før M.G.R. blev skudt. Kuglen sad permanent i hans hals og hans stemme blev beskadiget. Inden for få timer efter skyderiet var omkring 50.000 fans samlet ved hospitalet, hvor M.G.R. var indlagt. Folk græd på gaderne. I seks uger lå han på hospitalet, mens hans fans ventede på hver rapport om hans helbred. Han blev besøgt af en jævn strøm af almindelige borgere og stjerner inden for filmindustrien, politik og bureaukrati. Fra sin hospitalsseng førte han sin kampagne for den lovgivende forsamling i Madras. Han vandt dobbelt så mange stemmer som hans kongresrival fik, og det største stemmetal, der blev afgivet til nogen kandidat til den lovgivende forsamling.

### Adskillelse fra DMK og dannelse af AIADMK
I 1972 begyndte DMK-leder Karunanidhi at projicere sin søn M.K. Muthu stort inden for film og politik, omkring samme tid beskyldte M.G.R., at korruption var vokset i partiet efter C. N. Annadurais død. Som følge deraf blev M.G.R. udvist fra partiet.
"Da han blev fordrevet fra DMK, startede hans frivillige Anakaputhur Ramalingam et nyt parti kaldet Anna Dravida Munnetra Kazhagam. Blev medlem af dette parti og blev dets leder og generalsekretær. senere omdøbt til All India Anna Dravida Munnetra Kazhagam (AIADMK), den eneste magtfulde modstander til DMK. Han mobiliserede mellem 1972 og 1977 for at sprede og forkynde sin partiambitioner med film som Netru Indru Naalai (1974), Idhayakani (1975), Indru Pol Endrum Vazhga (1977) osv. 

### Bedrifter som chefminister for Tamil Nadu
Så snart han først blev chefminister for Tamil Nadu, lagde han stor vægt på social udvikling, især uddannelse. En af hans mest succesrige politikker var omdannelsen af "Middagsmåltidsordningen", introduceret af den populære kongreschefminister og kongemager K Kamaraj, som allerede opmuntrede dårligt stillede børn til at gå i skole til "MGRs næringsrige måltidsordning" i regeringsskoler i Tamil Nadu ved at tilføje saththurundai - en nærende sukkerholdig melbolle. Denne ordning kostede 1 milliarder rupier og blev pålagt i 1982. Lidt over 120.000 børn i delstaten fik gavn af det. Han introducerede også specialbusser for kvinder. Han indførte et spiritusforbud i delstaten og bevarelse af gamle templer og historiske monumenter, hvilket i sidste ende øgede statens turistindkomst. Han oprettede en gratis skole for filmtekniske børn i Kodambakkam kaldet MGR Primary & Higher Secondary School, som leverede gratis middagsmåltider i 1950'erne. Han førte ADMK til sejr ved valget i 1984, trods ikke at have deltaget i kampagnen. På det tidspunkt gennemgik han medicinsk behandling i Amerika, og hans billeder blev sendt i Tamil Nadu gennem biografhaller. Dette var en effektiv kampagnetaktik, og ADMK vandt valget og hævdede omkring 56% af forsamlingens pladser, hvilket indikerer dybden af hans populære støtte. Han vandt sin plads i en dobbelt sejr i 1984. Han har stadig rekorden for at være chefminister med den højeste ensartede levetid på mere end et årti. 

Natwar Singh hævder i sin selvbiografi One Life is Not Enough, at MGR skjult støttede sagen for et selvstændigt Tamil Eelam og finansierede De Tamilske Tigre, og deres kadre fik militær træning i Tamil Nadu. Han hævder også, at MGR betragtede Jaffna som en forlængelse af Tamil Nadu og uden at have informeret den indiske regering på det tidspunkt havde givet 40 millioner rupier til De Tamilske Tigre.

#### Bharat Ratna
Efter sin død i 1987 blev han den tredje chefminister i Tamil Nadu til at modtage Bharat Ratna efter C. Rajagopalachari og K. Kamaraj. Tidsplanen for tildelingen var kontroversiel på grund af det faktum, at den blev givet så hurtigt efter hans død, og at han kun blev valgt som Chief Minister 11 år før tildelingen. Mange modstandere, mest uden for Tamil Nadu, kritiserede det daværende regeringsparti INC under Rajiv Gandhi for at have påvirket udvælgelseskomitéen til at give prisen for at hjælpe med at vinde det kommende Lok Sabha-valg i 1989. Det herskende parti, der dannede en koalition med Jayalalithaa, efterfølgeren til MGR på det tidspunkt, var i stand til at feje Tamil Nadu, vinde 38 ud af 39 pladser, INC var dog ude af stand til at vinde nationalt.

## Sygdom og død
I oktober 1984 blev M.G.R. diagnosticeret med nyresvigt som følge af diabetes, som snart blev efterfulgt af et mildt hjerteanfald og et massivt slagtilfælde. Han blev hastet til Downstate Medical Center i New York City, USA for behandling under en nyretransplantation. På trods af sit dårlige helbred bestridte han forsamlingsvalget, der blev afholdt senere samme år, mens han stadig var begrænset til hospitalet og vandt fra Andipatti. Under valget blev der offentliggjort fotos af M.G.R. komme til kræfter på hospitalet, hvilket skabte en sympatibølge blandt folket. M.G.R. vendte tilbage til Madras den 4. februar 1985 efter sin bedring. Han blev svoret ind som chefminister for Tamil Nadu 10. februar 1985 i en sammenhængende treårig periode. De næste to år og 10 måneder blev brugt på hyppige rejser til USA for behandling.
M.G.R. kom aldrig helt af sine mange sundhedsmæssige problemer og døde den 24. december 1987 kl. 3.30 om natten i sin bopæl på Ramavaram Gardens i Manapakkam efter sit langvarige sygdomsforløb. Han blev 70 år gammel og døde kun en måned inden sin 71-års fødselsdag. Hans død udløste vildskab i form af plyndringer og oprør over hele staten. Butikker, biografer, busser og anden offentlig og privat ejendom blev målet for vold. Politiet måtte ty sig til at udstede ordre om at skyde uden varsel. Skoler og colleges annoncerede straks lukket, indtil situationen kom under kontrol. Vold under begravelsen alene efterlod 29 mennesker døde og 47 politifolk hårdt såret.
Hans jordiske rester blev begravet i den nordlige del af Marina Beach, der nu kaldes for M.G.R. Memorial, og som støder op til Anna Memorial.

## Eftermæle
Efter hans valgsucces i 1977 er DMK endnu ikke vendt tilbage til magten i Tamil Nadu før hans død. I 1988 blev M. G. Ramachandran posthumt tildelt Indiens højeste civile ære, Bharat Ratna. Han er almindeligt anerkendt som "Puratchi Thalaivar" (revolutionær leder) i Tamil Nadu. En af de største veje i Chennai blev navngivet til hans ære, Dr. M.G.R. Road - det blev tidligere kaldt Gokula Kannan Road, og en statue af M. G. Ramachandran står nu der, og M.G.R. Nagar, et boligkvarter blev opkaldt efter ham i Chennai, Salem Central Bus Stand blev omdøbt til Bharat Ratna Dr. M.G.R. Central Bus Stand og Omalur Main Road blev omdøbt til M.G.R. Road i Salem, Tirunelveli New Bus Stand blev omdøbt til Bharat Ratna Dr. M.G.R. Bus Stand i Tirunelveli og to parker blev opkaldt Bharat Ratna Puratchi Thalaivar M.G.R. Park og M.G.R. Park i Thoothukudi .
En statue i naturlig størrelse af M. G. Ramachandran blev præsenteret den 7. december 2006 i parlamentet af den daværende Lok Sabha-formand, Somnath Chatterjee til hans ære, og begivenheden blev overværet af den daværende chefminister for Tamil Nadu J. Jayalalithaa og andre ansete politikere.
Centralregeringen udstedte en mindesmønt med værdi af 100 rupi og 5 rupi for at markere hundredeårsfejringen af ham den 17. januar 2017 i Chennai.
Den 31. oktober 2017 omdøbte Tamil Nadus regering Mattuthavani Bus Terminus i Madurai som M.G.R. Bus Stand til ære for ham.
Den 9. oktober 2018 omdøbte Tamil Nadus regering Chennai Mofussil Bus Terminus til Puratchi Thalaivar Dr. M.G.R. Bus Terminus til ære for ham.
Den 5. april 2019 omdøbte Indiens regering Chennai Central jernbanestation til Puratchi Thalaivar Dr. MG Ramachandran Central Railway Station til ære for ham.
Den 31. juli 2020 er Chennai Central metrostation i Chennai blevet omdøbt til Puratchi Thalaivar Dr. MG Ramachandran Central Metro af Tamil Nadus regering til ære for ham.

## Eksterne links
- M. G. Ramachandran på Internet Movie Database (engelsk)
- MG Ramchandran: Massenes juvel
- Hinduen - Politik og selvmord i TN
- Alt om Dr. MGR Arkiveret 30. august 2018 hos  Wayback Machine
- MGR Memorial Charitable Trust
- MGR månedlige magasin + Nyhedsportal
- Kandy-fødte skuespiller-Politico "MGR" regerede øverst i Tamil Nadu Cinema and Politics-af DBS Jeyaraj Arkiveret 20. januar 2021 hos  Wayback Machine
- "Biography of M G Ramachandran".